# Camblain-l'Abbé
Camblain-l'Abbé è un comune francese di 675 abitanti situato nel dipartimento del Passo di Calais nella regione dell'Alta Francia.

## Storia

### Simboli
Il comune ha adottato lo stemma della famiglia Lallart, nobile casato di Arras che acquistò Camblain dai principi di Salm poco prima della Rivoluzione del 1789, sostituendo però il nero con l'azzurro per differenziarlo da quello di Lebucquière.

## Società

### Evoluzione demografica
Abitanti censiti